# Ascogaster canifrons
Ascogaster canifrons är en stekelart som beskrevs av Wesmael 1835. Ascogaster canifrons ingår i släktet Ascogaster och familjen bracksteklar. Arten är reproducerande i Sverige. Inga underarter finns listade.